# زياد بن أيوب
زياد بن أيوب بن زياد ،أبو هاشم الطوسي ، ثم البغدادي يلقب: دلويه (166 هـ - 252 هـ)، كان حافظا متقنا، رحل وجمع وألف ، وطال عمره .، قال الإمام أحمد بن حنبل: اكتبوا عَنهُ فَإِنَّهُ شُعْبَة الصَّغِير"، توفي في ربيع الأول سنة اثنتين وخمسين ومائتين.

## روايته للحديث النبوي
- سمع هشيم بن بشير ، وأبا بكر بن عياش ، وزياد بن عبد الله البكائي ، ومعتمر بن سليمان ، وعباد بن العوام ، وعبد الله بن إدريس ، وإسماعيل ابن علية ، وعلي بن غراب ، ومروان بن شجاع ، وطبقتهم .
- حدث عنه : البخاري ، وأبو داود ، والترمذي ، والنسائي ، وأبو القاسم البغوي ، وابنه أحمد بن عبد الله ، وأحمد بن علي الجوزجاني ، وعمر بن بجير ، وابن خزيمة ، وأبو بكر بن أبي داود ، ومحمد بن المسيب الأرغياني ، وأبو العباس السراج ، ويحيى بن صاعد ، والقاضي المحاملي ، وعدد سواهم . وقد حدث عنه رفيقه أحمد بن حنبل.[2]